# ディストリビューター

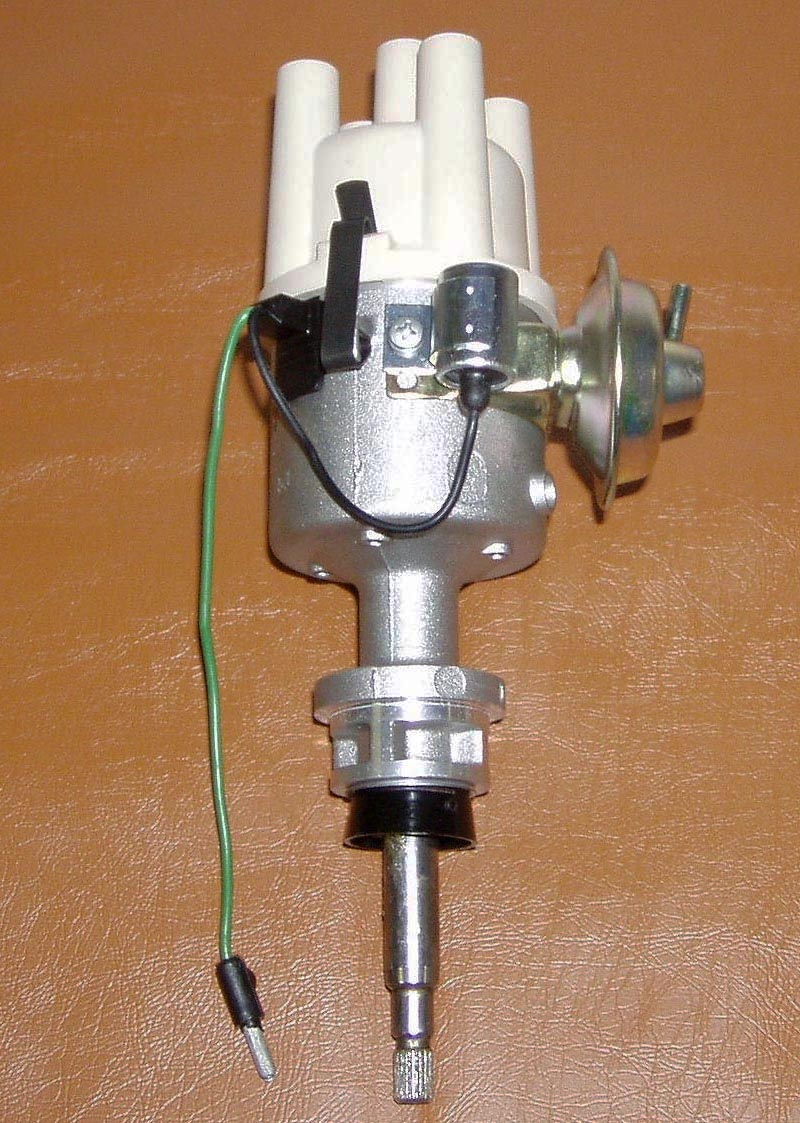
ポイント式ディストリビューターの全貌。本体下部のシャフト先端がカムシャフトに接続され、本体右側には進角装置のダイアフラム、中央にはコンタクトブレーカー保護用のフィルターコンデンサが装着されている。

機械制御式点火装置の回路。右上がディストリビューター。

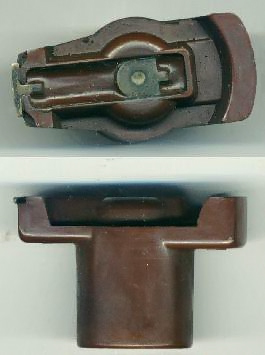
4サイクル機関用のデスビローター

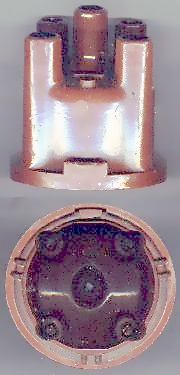
4気筒エンジンのディストリビューターキャップ。中央にイグニッションコイルからの点火電流を受け取る接点があり、その周囲に各気筒分配用の接点が設けられている。

ディストリビューター（英: Distributor）は、火花点火内燃機関の点火装置を構成する部品のひとつで、点火電流を各気筒の点火プラグに分配する装置である。デスビと略して呼ばれる場合もある。

## 概要
ディストリビューターは複数のシリンダーを持つ火花点火機関において、イグニッションコイルで発生させた高電圧の点火電流を各シリンダーの点火プラグに、点火時期として適切なタイミングで通電する装置である。ディストリビューターにはイグニッションコイルから電流を受け取るセンターコードと、それぞれの点火プラグへ電流を送るプラグコードが接続されている。4気筒エンジンの場合は、イグニッションコイルに接続される1本と各シリンダーのプラグへ電流を送る4本の、計5本のプラグコードが接続されているが、イグニッションコイルを内蔵したディストリビューターの場合は各シリンダーへの4本のみとなる。
ディストリビューターは、エンジンの回転と同期して駆動されるディストリビューターシャフト（デスビシャフト）とディストリビューターローター（デスビローター）、回転せずに固定された円筒形のディストリビューターキャップ（デスビキャップ）で構成されている。デスビシャフトへ伝達されるエンジンの回転は、クランクシャフトから歯車などを介して伝達される場合のほか、OHCエンジンではカムシャフトから伝達される場合もあり、クランクシャフト2回転に対してデスビシャフトは1回転する。デスビローターは回転する腕木構造で、回転中心に入力電極をもち、端部に出力電極を持つ。4サイクル機関では腕木が1本で、2サイクル機関では180°の位相差で2本の腕木となっている。デスビキャップは中心部に入力電極を持ち、円筒の内壁周縁にシリンダー数と同数の出力電極を持つ。入力電極はイグニッションコイルからの電流をデスビローターへと伝え、デスビローターとは常に接触している。出力電極は回転するデスビローターの端部が通過したときにイグニッションコイルからの電流を受け取り点火プラグへと伝える。クランクシャフトの位相に対する通電タイミングが調節できるように、デスビキャップの固定にはローターの回転軸に対する電極位置を調節できる機能が加えられている。同時にデスビキャップは、ローターをはじめとする内部部品の保護部品としての機能も持つ。本体との接触部にはゴム製のOリングで密閉され、水分の侵入やホコリの侵入を防いでいる。また、入力電極と出力電極との間を絶縁するため、電極以外の部分は絶縁性の高いプラスチックで作られている。
ディストリビューターは一つのイグニッションコイルで多数のシリンダーへの配電が行えるため、比較的安価に多気筒エンジンの点火システムを構築可能な反面、電極で電力ロスが生じたり電極が経年劣化したりする。現在のエンジンでは点火時期をカム角センサーなどにより電子的に検出し、シリンダー数と同じ数のコイルをECUで制御してディストリビューターを廃したディストリビューター・レス・イグニッション（DLI）と呼ばれる方式を採用することが一般的になった。各シリンダーに対応するイグニッションコイルからそれぞれプラグコードで電力供給する構造より、プラグキャップの先端に直接イグニッションコイルを配置してプラグコードを廃止したダイレクトイグニッションと呼ばれる構造が主流である。

## ディストリビューターキャップ
ディストリビューターキャップの基本構造は、デスビシャフトの中心軸上にデスビローターにイグニッションコイルからの電圧を伝達する入力電極を持ち、デスビローターの回転円周上付近に各気筒への配電を行う側方電極を持つ。多くの場合、入力電極は黒鉛製のボタン構造の電極で、常にデスビローターと接触するようにスプリングで押しつけられていて、側方電極はローターとは直接は接触せずに電力伝達を行うために銅などの導電性の高い金属である。
ディストリビューターキャップは主にプラスチックやベークライトで作られており、他の電極への誤配電を起こさないように外周部はリブが設けられた複雑な形状となっている場合があるが、キャップ自体の経年劣化などにより不具合を起こす可能性のある部品でもある。特に側方電極の接点はデスビローターと直接接触せずに通電を行うために、電極間で発生する放電火花により電極焼けやカーボンなどが堆積して導電性が損なわれやすく、セミトラ式やフルトラ式に移行した後のディストリビューターでも適切な整備を行わなければ失火などのトラブルの要因となる。
ディストリビューターキャップとディストリビューター本体の間には水分の侵入を防ぐOリングが配置されており、場合によっては換気口が設けられている例もある。また、ディストリビューターシャフトにもエンジンからの油分侵入を防ぐオイルシールが設けられているが、これらのゴム部品が劣化することで配電部に水分や油分が侵入してトラブルが発生する場合もある。

## 進角
ディストリビューターには、エンジンの回転速度やスロットル開度に応じて点火タイミングを早くする機構を備えているものもある。点火タイミングを早くすることを進角と呼び、その機構を進角装置と呼ぶ。

### エンジン回転数に応じた進角

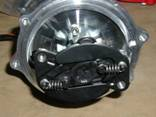
ディストリビューター内部のガバナー

エンジンの回転速度が高くなると燃焼室の膨張速度が速くなる一方、混合気の火炎伝播速度は空燃比が同じならば一定である。変化する燃焼室の膨張速度に対して火炎伝播のタイミングが最適になるように、ディストリビューターシャフトにはガバナーと呼ばれる調速機が取り付けられている。ガバナーはシャフトに平行に取り付けられた一対の錘であり、エンジンの回転速度が高くなると遠心力で外側に広がり、コンタクトポイントの接触タイミング、すなわち点火時期が早くなる。

### アクセル開度に応じた進角
エンジンブレーキを利用しているときなどのように、エンジンの回転速度に対してスロットル開度が小さくなった場合には混合気が薄くなり、空燃比がおよそ11.5を超えると混合気が薄くなるほど火炎伝播速度が遅くなる。こうした場合でも燃焼室の膨張速度と火炎伝播のタイミングを適切に保つよう、スロットル開度に応じた進角を行う機構が組み込まれている。エンジン回転が高速でスロットル開度が小さいとインテークマニホールドに生じる負圧が強くなり、この負圧を利用したダイアフラムアクチュエータによりコンタクトポイントの接触タイミング、すなわち点火時期を早めている。
逆に、真空進角装置と同様の手法で遅角させることも行われる。昭和50年の規制強化時には点火時期を遅角させる専用のダイヤフラムが、走行時の点火時期制御を行う真空進角装置と併用されるかたちで装着されることになった。

## 一次回路の制御

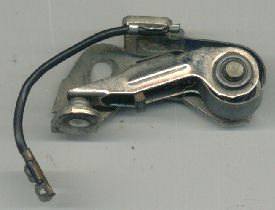
コンタクトポイント・アーム。右側にピボット（支点）、左側にポイントがあり、カムフォロワーはブレーカー・アームの中央にある。ポイント、ピボット、フォロワー共に使用に応じて摩耗するため、定期的な交換が必要になる。

ディストリビューターにはイグニッションコイルへの一次電圧を発生させる回路の開閉機構が組み込まれる場合も多い。以前は機械的に接点を断接するコンタクトポイントを用いる方式が一般的であった。コンタクトポイントはデスビシャフトに設けられたカムによってアームを往復させ、アーム先端部の接点を断接させる機構である。コンタクトポイントが組み込まれたディストリビューターはポイント式ディストリビューターと呼ばれ、点火装置全体としてはポイント式点火装置あるいは機械制御式点火装置と呼ばれる。機械的な接点は摩耗するため隙間の調整や定期的な交換が必要で、摩耗部品が少なく、より信頼性の高い非接触式ディストリビューターが主流となった。

### セミ・トランジスタ式
セミ・トランジスタ式（通称セミトラ）ディストリビューターは、ポイント式ディストリビューターのコンタクトポイントを電気スイッチに置き換えた形式である。磁気を帯びた非接触ポイントがディストリビューター同軸に気筒数あり、非接触ポイントがピックアップを通過する際の電磁誘導でイグニッションコイルの一次電圧を制御する形式である。ポイントの摩耗や焼損がなくなったことで信頼性が大きく向上したが、ディストリビューターキャップの接点との接触部分の摩耗による点火時期変化の問題は依然存在し続けたため、後にフル・トランジスタ式へ移行することになった。

### フル・トランジスタ式
フル・トランジスタ式（通称フルトラ）ディストリビューターは、セミトラ式やポイント式のカムによる接点機構を完全に廃し、回転角センサーとイグナイターによってイグニッションコイルの開閉制御を行う方式である。ディストリビューターキャップ以外の機械的な接点がなくなったため、ディストリビューターの中では最も信頼性に優れる。現在でも、ダイレクトイグニッションを採用していないエンジンで用いられることがあるほか、旧車のレストアとしてポイント式やセミトラ式からの置き換え用としても販売されている。

## イグニッションコイル内蔵ディストリビューター
ホンダのZC型、B型、D型やトヨタのY型、RZ型など、イグニッションコイル内蔵タイプのディストリビュータも存在した。
コイルとディストリビューターの間にハイテンションコードを持たないことでロスが少なく、点火火花が強いメリットがあるとされたが、排ガス規制の強化と燃費性能向上のための同時点火方式やダイレクトイグニッション方式の普及もあってディストリビュータ方式とともに廃れていき、2008年のトヨタ・クラウンコンフォートのエンジン換装を最後に姿を消した。
ホンダ車は放電時に発生するオゾンや熱によりイグナイターに不具合が発生するものがあった。